# Félix Picon
Philippe Félix Émile Picon (Constantina, 4 de outubro de 1874 — Bordeaux, 4 de dezembro de 1922) foi um velejador francês, medalhista olímpico. Ele competiu nos Jogos Olímpicos de Verão de 1920 na classe 6.5 Metre e conquistou a medalha de prata na disputa realizada a bordo do Rose Pompon com Albert Weil e Robert Monier.